# فرودگاه انگائو
 فرودگاه انگائو (به انگلیسی: Ngau Airport) یک فرودگاه همگانی با کد یاتا NGI است . این فرودگاه در کشور فیجی قرار دارد و در ارتفاع ۱۵ متری از سطح دریا واقع شده است.

## شرکت‌های هواپیمایی و مقصدهای پروازی
| شرکت‌های هواپیمایی | مقصدهای پروازی |
| ----------------- | -------------- |
| فیجی ایرویز       | نوسوری         |